# カ・フォスカリ
カ・フォスカリ（イタリア語：Ca' Foscari、「カフォスカリ」とも書く）は、ヴェネツィアにあるゴシック様式の建物。ドルソドゥーロ地区に所在し、カナル・グランデに面している。現在、大学として公開された場所になっている。

## 歴史

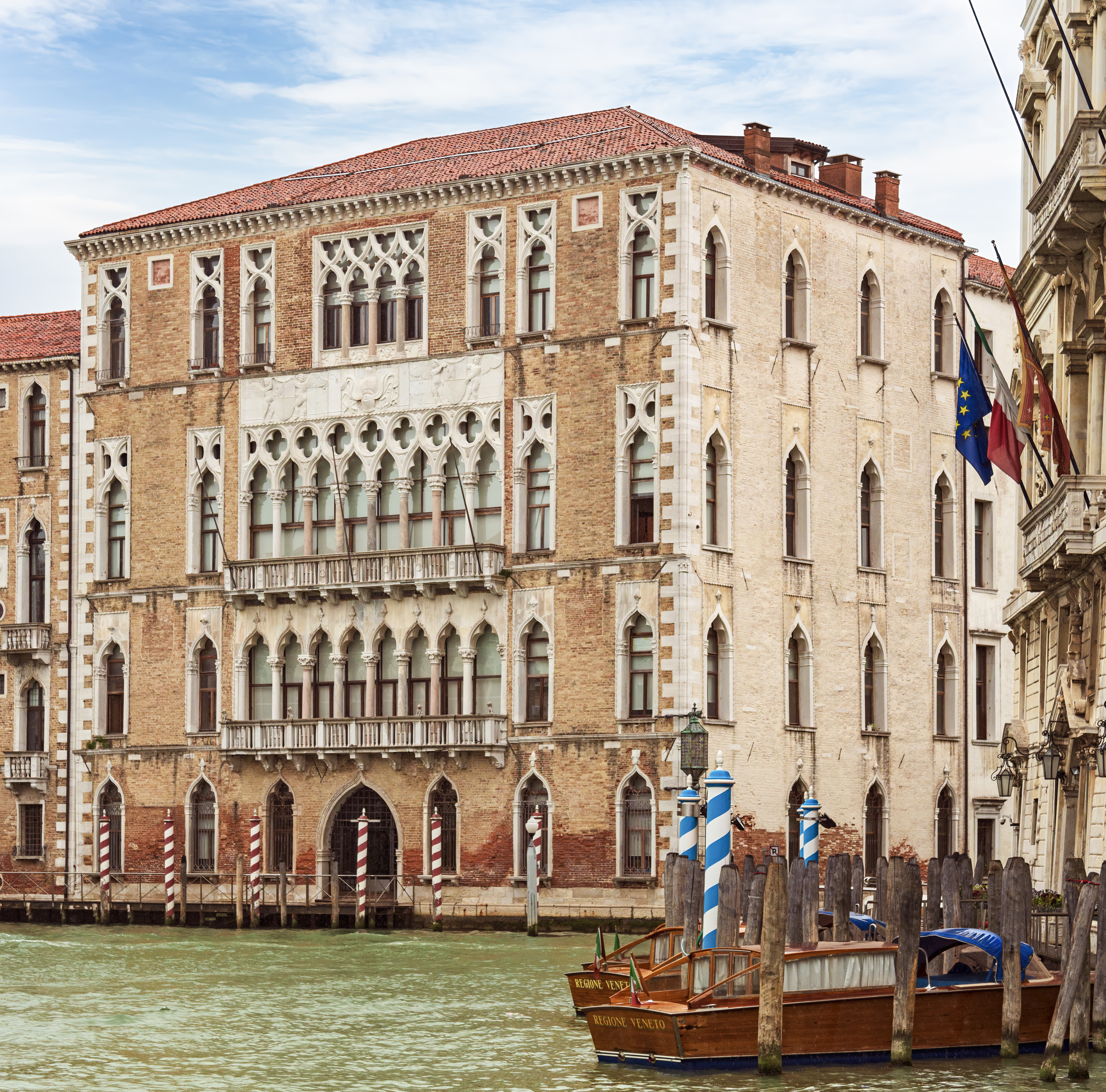
カナル・グランデ側ファサード

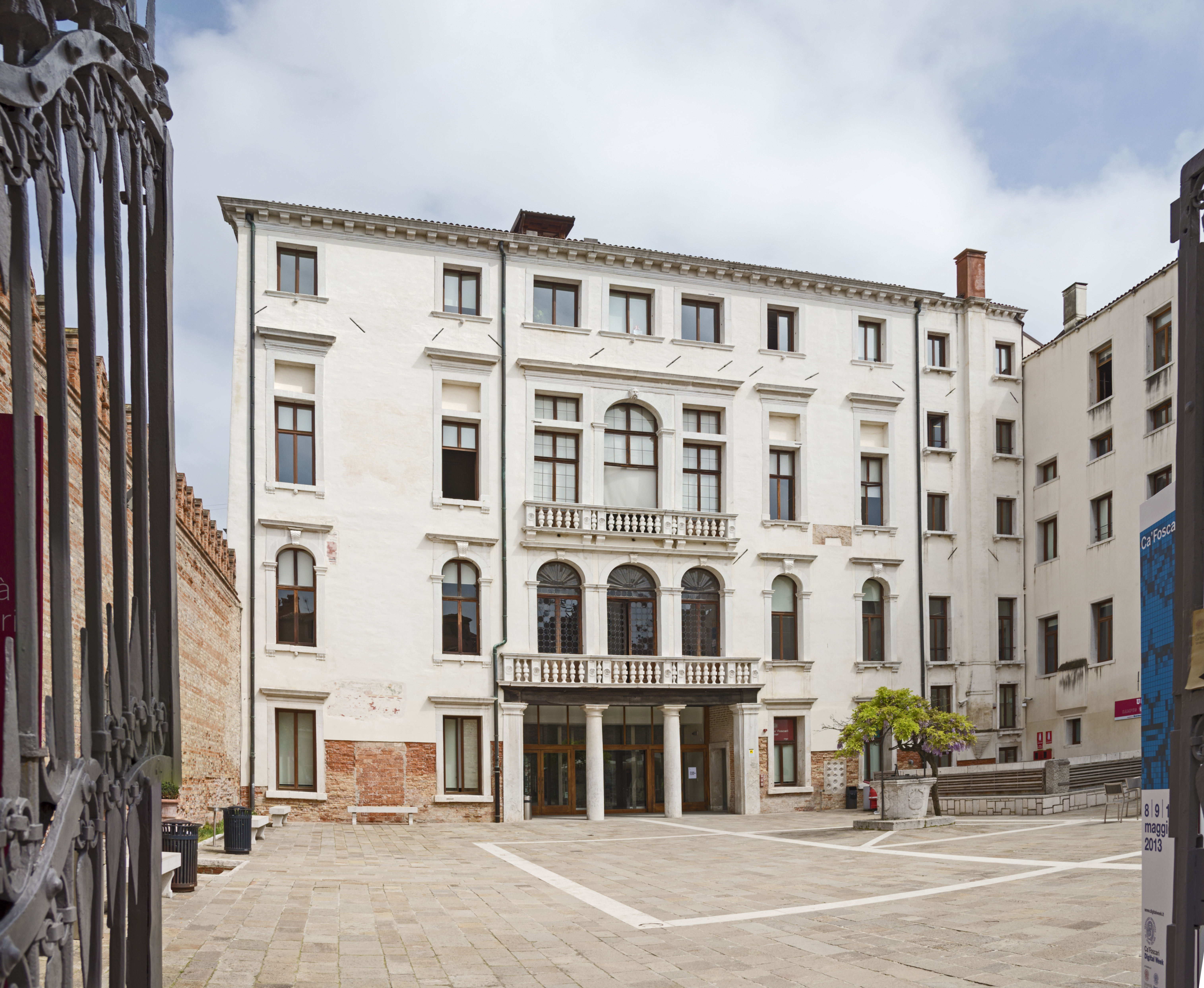
フォスカリ通り（Calle Foscari）側ファサード

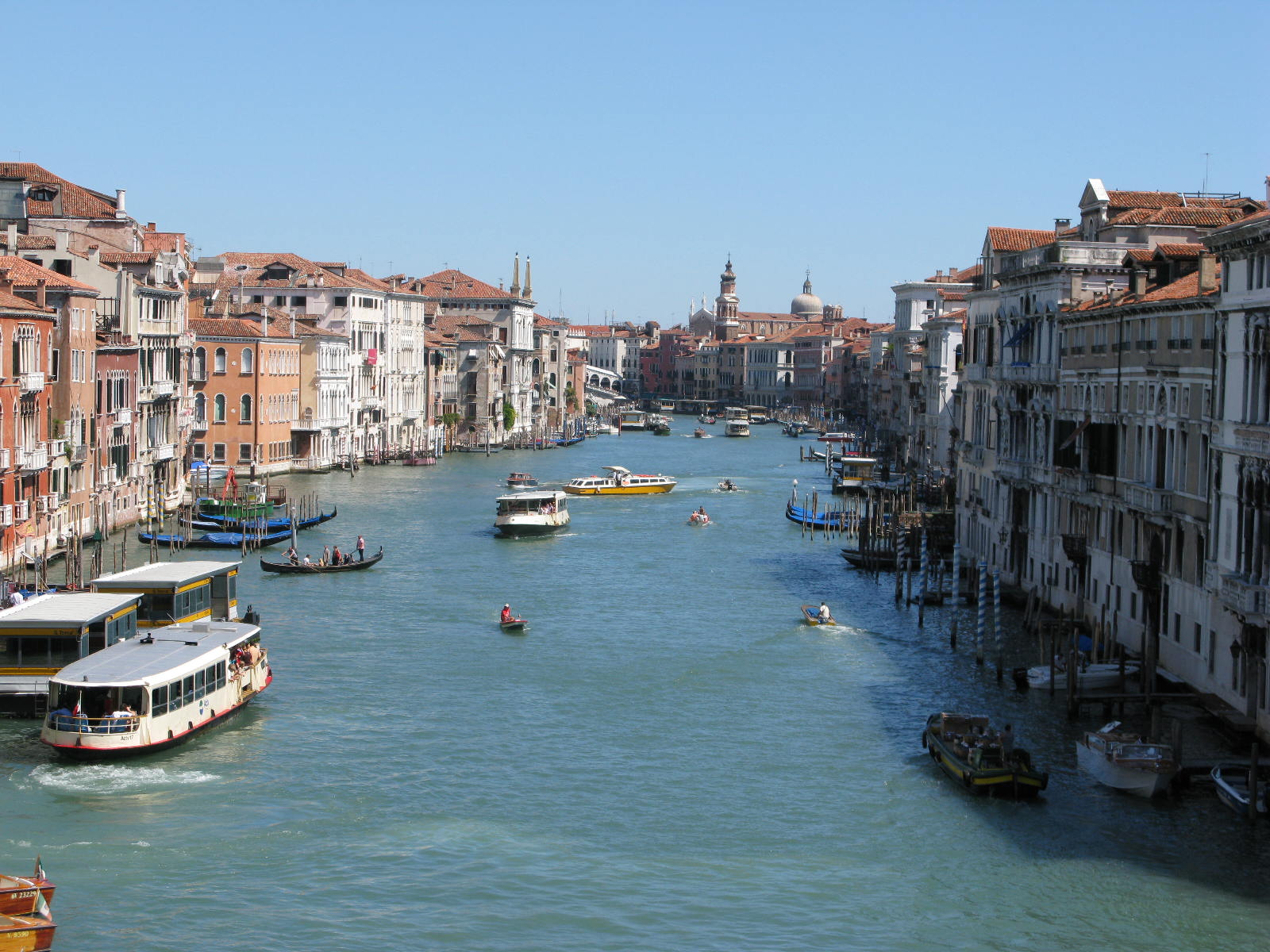
上階からカナル・グランデを望む

現在、建物はカ・フォスカリとして知られるが、以前は「2つの塔の建物」（Casa delle due torri）と呼ばれる別の建物であった。1429年、マントヴァの領主でヴェネツィアの軍の副大将であったジャンフランチェスコ・ゴンザーガのためにヴェネツィア共和国が購入した。1438年、ゴンザーガがヴェネツィア共和国を残してミラノの子爵と同盟したため、フランチェスコ・スフォルツァに贈られた。スフォルツァがヴェネツィア共和国を裏切ったため、1452年、建物は競売にかけられフランチェスコ・フォスカリが購入した。

### カ・フォスカリ
1452年、ヴェネツィアのドージェであったフランチェスコ・フォスカリは「2つの塔の建物」を購入した。その後、建物は解体され、新しく大きな建物が建てられた。設計者はバルトロメオ・ボーノであった。工事は1452年に始まり、フランチェスコ・フォスカリは死の直前の7日間だけ住んだ。
カ・フォスカリはヨーロッパの君主らヴェネツィア共和国の賓客たちを遇する場として、またカナル・グランデの眺望を提供する場であった。例えばカナレット、ミケーレ・マリエスキ、フランチェスコ・グアルディら。
ヴェネツィア有数のスポーツ行事であるレガータ・ストーリカも、カ・フォスカリの前で見られる。

#### 年表
- 1513年、フェデリコ・フォスカリ (Federico Foscari) の結婚式のパーティ。
- 1574年、フランス王アンリ3世を歓迎
- 1698年、ロシア皇帝ピョートル1世がお忍びで滞在
- 1750年、火災
- 1790年、フォスカリ家最後の子孫が死去
- 1811年、アマチュアの俳優が建物を占めて、劇場を充てた。
- 1845年、市が購入契約
- 1846年、修復の作業を始めたが、２年後、作業は中断。
- 1849年、オーストリアによるヴェネツィアの爆撃時、避難所となる。オーストリア占領下で兵舎として使用。
- 1868年、イタリア初の商業高等教育機関となり、12月に授業開始

### 修復
建築家カルロ・スカルパによる修復が1936年と1956年の2回、行われている。1936年の修復では玄関、一階の会議室、一番主要な「交易の広間（Aula Baratto）」が対象となり、1956年にはボワズリーが作られた。
2004年 - 2006年には隣接するパラッツォ・ジュスティニアンとあわせて修復がなされた。

## 建築

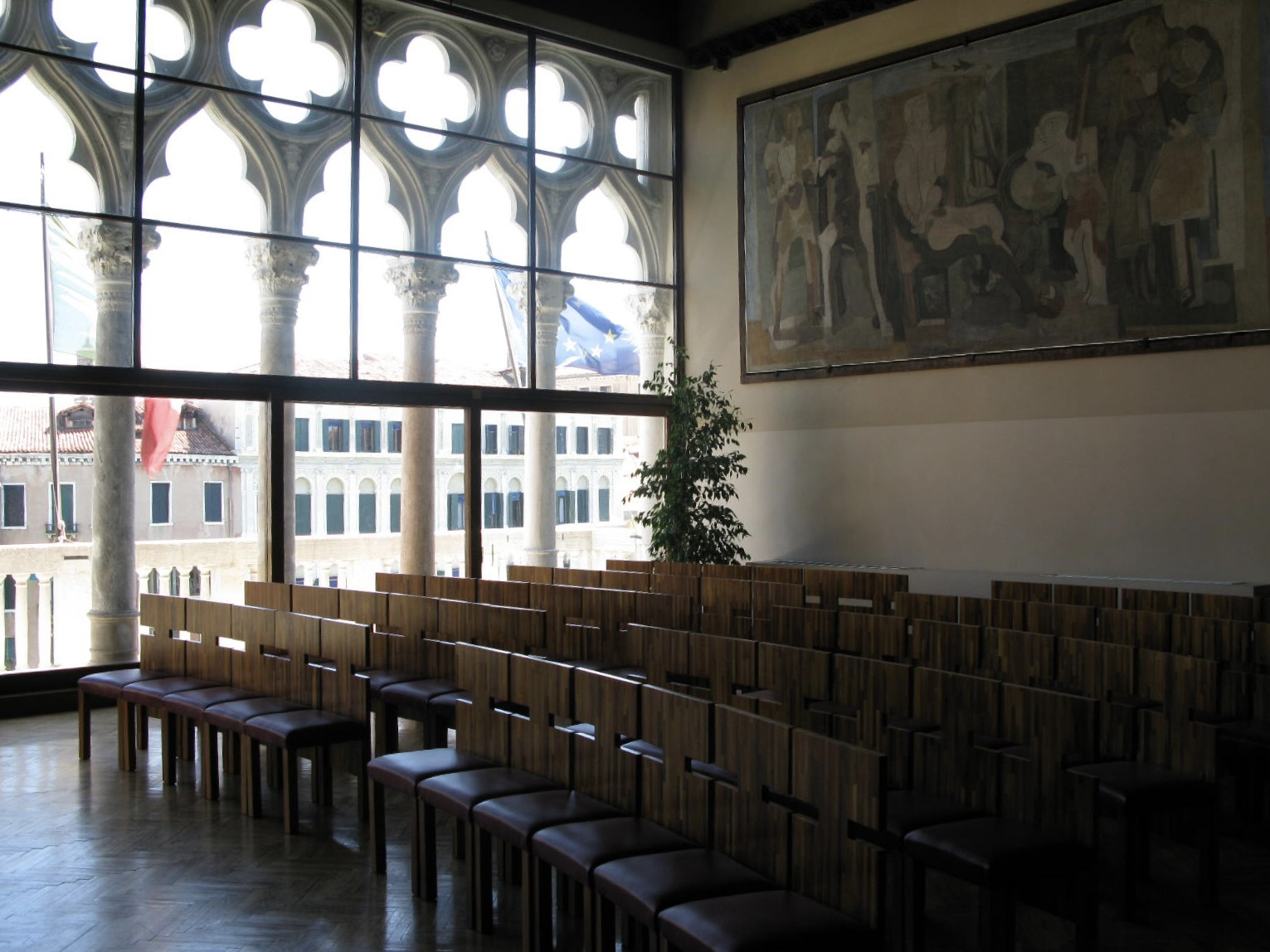
交易の広間

以前の「2つの塔の建物」は居住空間の他に倉庫もあった。新しい建物は大邸宅（Domus Magna）として作られた。ファサードはドゥカーレ宮殿に似ている。正面で最も重要な部分は二階の特別な窓である。
中庭は940平方メートルで、ヴェネツィアの個人宅では最大、全体でもドゥカーレ宮殿に次ぐ広さである。

### ポールターユ
主な入り口であるポータルは、イストリア石で作られている。上の部分の中にフォスカリ家の紋章がある。3人のプットが盾を支えて、盾の中にサン・マルコのライオンがいる。

### 内部の建物
内部の建物は玄関があって、2階には「交易の広間（Aula Baratto）」がある。
交易の広間にはフレスコ画が2点ある。
- マリオ・シローニ（イタリア語版、英語版）『ヴェネツィア、イタリアそして研究 Venezia, l’Italia e gli studi』（1936年）
- マリオ・デルイージ（デ・ルイージ）（イタリア語版）『学校 La scuola』（1936年）